# 曾燠
曾燠（1760年—1831年），字庶蕃，一字賓谷，江西南城縣（今江西撫州市南城縣）人。清朝政治人物、學者、書法家。

## 生平
祖父曾邵，雍正七年举人。父曾廷耘，乾隆四十年进士。曾燠幼年隨其父在外地官舍长大。乾隆四十六年（1781年）進士，選庶吉士。授戶部主事。累官兩淮鹽運使、湖南按察使、廣東布政使、貴州巡撫等。以貴州巡撫致仕。道光十年，卒于京寓。

## 事跡
兩淮鹽運使十三年任上，曾燠在揚州開闢題襟館，同賓客賦詩同樂。
道光五年，曾燠闻张际亮诗名，请他饮酒，張氏於宴會上指斥曾燠及其门下“廉耻俱丧”。

## 著作
著有《賞雨茅屋詩》22卷、《骈体文》二卷等，编选《国朝骈体正宗》（《清骈体正宗》）12卷、《江西诗征》等。